# 圩上桥镇
圩上桥镇，是中华人民共和国江西省抚州市东乡区下辖的一个乡镇级行政单位。

## 行政区划
圩上桥镇下辖以下地区：
魏家村、大桥村、梧城源村、东岗村、陈揭村、邮路头村、何家村、付贵村、后溪村、红开村、龙源村、上黄村、南辽村、红壤开发管委会生活区和畜牧小区管委会生活区。